# Arena Barueri
Arena Barueri – wielofunkcyjny stadion, używany głównie przez piłkarzy nożnych w Barueri, São Paulo, Brazylia, na którym swoje mecze rozgrywa klub Grêmio Recreativo Barueri.